# 1950-es Formula–1 olasz nagydíj
Az 1950-es Formula–1-es szezon hetedik, egyben szezonzáró futama az olasz nagydíj volt, melyet szeptember 3-án Monzában rendeztek. A verseny előtt összetettben Fangio vezetett 26 ponttal, Fagioli (24)
és Farina (22) előtt, tehát még nyitott volt a verseny az első Formula–1 világbajnoki
címért. A Ferrarik indulása csak az utolsó pillanatban dőlt el. Az új, 4500 kcm-es versenyautók jól teljesítettek a próbákon, így Enzo Ferrari Monzába elengedte csapatát.

## Időmérő edzés
| Hely | Rajtszám | Versenyző            | Csapat/Motor       | Idő        | Különbség |
| ---- | -------- | -------------------- | ------------------ | ---------- | --------- |
| 1    | 18       | Juan Manuel Fangio   | Alfa Romeo         | 1:58.6     | -         |
| 2    | 16       | Alberto Ascari       | Ferrari            | 1:58.8     | + 0.2     |
| 3    | 10       | Nino Farina          | Alfa Romeo         | 2:00.2     | + 1.6     |
| 4    | 46       | Consalvo Sanesi      | Alfa Romeo         | 2:00.4     | + 1.8     |
| 5    | 36       | Luigi Fagioli        | Alfa Romeo         | 2:04.0     | + 5.4     |
| 6    | 48       | Dorino Serafini      | Ferrari            | 2:05.6     | + 7.0     |
| 7    | 60       | Piero Taruffi        | Alfa Romeo         | 2:05.8     | + 7.2     |
| 8    | 12       | Raymond Sommer       | Talbot-Lago-Talbot | 2:08.6     | + 10.0    |
| 9    | 4        | Franco Rol           | Maserati           | 2:10.0     | + 11.4    |
| 10   | 44       | Robert Manzon        | Simca-Gordini      | 2:12.4     | + 13.8    |
| 11   | 40       | Guy Mairesse         | Talbot-Lago-Talbot | 2:13.2     | + 14.6    |
| 12   | 42       | Maurice Trintignant  | Simca-Gordini      | 2:13.4     | + 14.8    |
| 13   | 58       | Louis Rosier         | Talbot-Lago-Talbot | 2:13.4     | + 14.8    |
| 14   | 64       | Henri Louveau        | Talbot-Lago-Talbot | 2:13.8     | + 15.2    |
| 15   | 30       | Prince Bira          | Maserati           | 2:14.0     | + 15.4    |
| 16   | 24       | Philippe Étancelin   | Talbot-Lago-Talbot | 2:14.4     | + 15.8    |
| 17   | 38       | Toulo de Graffenried | Maserati           | 2:14.4     | + 15.8    |
| 18   | 8        | Peter Whitehead      | Ferrari            | 2:16.2     | + 17.6    |
| 19   | 6        | Louis Chiron         | Maserati           | 2:17.2     | + 18.6    |
| 20   | 56       | Pierre Levegh        | Talbot-Lago-Talbot | 2:17.2     | + 18.6    |
| 21   | 32       | Cuth Harrison        | ERA                | 2:18.4     | + 19.8    |
| 22   | 2        | Johnny Claes         | Talbot-Lago-Talbot | 2:18.6     | + 20.0    |
| 23   | 52       | Felice Bonetto       | Maserati           | 2:19.8     | + 21.2    |
| 24   | 50       | David Murray         | Maserati           | 2:22.0     | + 23.4    |
| 25   | 22       | Clemente Biondetti   | Ferrari-Jaguar     | 2:30.6     | + 32.0    |
| 26   | 62       | Franco Comotti       | Maserati           | 2:33.6     | + 35.0    |
| 27   | 28       | Paul Pietsch         | Maserati           | Idő nélkül | -         |

## Futam
A versenyen Fangio mellől elpártolt a szerencse, eltört a dugattyúja, ezért kénytelen volt átülni Piero Taruffi autójába. Fangio „új” kocsija is szelepszárszakadást szenvedett, így a világbajnoki címről lemondhatott. A versenyt és ezzel együtt a világbajnoki címet végül Giuseppe Farina egy Alfa Romeo-val nyerte meg. Ennek a típusnak ez volt a 22. nagydíjgyőzelme 1938-óta.

### A futam végeredménye
|     | No | Versenyző                        | Gyártó             | Körök | Idő/Kiesések             | Start | Pontok |
| --- | -- | -------------------------------- | ------------------ | ----- | ------------------------ | ----- | ------ |
| 1   | 10 | Nino Farina                      | Alfa Romeo         | 80    | 2:51'17.4 (176,543 km/h) | 3     | 8      |
| 2   | 48 | Dorino Serafini Alberto Ascari   | Ferrari            | 80    | + 1'18.6                 | 6     | 3      |
| 3   | 36 | Luigi Fagioli                    | Alfa Romeo         | 80    | + 1'35.6                 | 5     | 4      |
| 4   | 58 | Louis Rosier                     | Talbot-Lago-Talbot | 75    | + 5 Kör                  | 13    | 3      |
| 5   | 24 | Philippe Étancelin               | Talbot-Lago-Talbot | 75    | + 5 Kör                  | 16    | 2      |
| 6   | 38 | Toulo de Graffenried             | Maserati           | 72    | + 8 Kör                  | 17    |        |
| 7   | 8  | Peter Whitehead                  | Ferrari            | 72    | + 8 Kör                  | 18    |        |
| Ki  | 50 | David Murray                     | Maserati           | 56    | Sebességváltó            | 24    |        |
| Ki  | 32 | Cuth Harrison                    | ERA                | 51    | Hűtő                     | 21    |        |
| Ki  | 12 | Raymond Sommer                   | Talbot-Lago-Talbot | 48    | Sebességváltó            | 8     |        |
| Ki  | 40 | Guy Mairesse                     | Talbot-Lago-Talbot | 42    | Olajszivattyú            | 11    |        |
| Ki  | 4  | Franco Rol                       | Maserati           | 39    | Visszavonult             | 9     |        |
| Ki  | 60 | Piero Taruffi Juan Manuel Fangio | Alfa Romeo         | 34    | Motor                    | 7     |        |
| Ki  | 56 | Pierre Levegh                    | Talbot-Lago-Talbot | 29    | Sebességváltó            | 20    |        |
| Ki  | 18 | Juan Manuel Fangio               | Alfa Romeo         | 23    | Sebességváltó            | 1     | 1      |
| Ki  | 2  | Johnny Claes                     | Talbot-Lago-Talbot | 22    | Túlmelegedés             | 22    |        |
| Ki  | 16 | Alberto Ascari                   | Ferrari            | 21    | Motor                    | 2     |        |
| Ki  | 22 | Clemente Biondetti               | Ferrari-Jaguar     | 17    | Motor                    | 25    |        |
| Ki  | 64 | Henri Louveau                    | Talbot-Lago-Talbot | 16    | Fékek                    | 16    |        |
| Ki  | 62 | Franco Comotti                   | Maserati           | 15    | Visszavonult             | 26    |        |
| Ki  | 42 | Maurice Trintignant              | Simca-Gordini      | 13    | Vízszivattyú             | 12    |        |
| Ki  | 6  | Louis Chiron                     | Maserati           | 13    | Olajnyomás               | 19    |        |
| Ki  | 46 | Consalvo Sanesi                  | Alfa Romeo         | 11    | Motor                    | 4     |        |
| Ki  | 44 | Robert Manzon                    | Simca-Gordini      | 7     | Sebességváltó            | 10    |        |
| Ki  | 30 | Prince Bira                      | Maserati           | 1     | Motor                    | 15    |        |
| Ki  | 28 | Paul Pietsch                     | Maserati           | 0     | Motor                    | 27    |        |
| DNS | 52 | Felice Bonetto                   | Maserati           | 0     | Nem indult               | 23    |        |

## A világbajnokság végeredménye
| H   | Versenyzők         | Pont    |
| --- | ------------------ | ------- |
| 1.  | Nino Farina        | 30      |
| 2.  | Juan Manuel Fangio | 27      |
| 3.  | Luigi Fagioli      | 24 (28) |
| 4.  | Louis Rosier       | 13      |
| 5.  | Alberto Ascari     | 11      |
| 6.  | Johnnie Parsons    | 9       |
| 7.  | Bill Holland       | 6       |
| 8.  | Prince Bira        | 5       |
| 9.  | Peter Whitehead    | 4       |
| 10. | Louis Chiron       | 4       |

A teljes lista

## Statisztikák
- Versenyben vezettek:
  - Giuseppe Farina 78 (1-13 / 16-80)
  - Alberto Ascari 2 (14-15)
- 1 autóval több versenyző:
  -     1. 48: Dorino Serafini (47 kör) és Alberto Ascari (33 kör) - A 2. helyért járó pontokat megosztva kapták.
    2. 60: Piero Taruffi (25 kör) és Juan Manuel Fangio (9 kör)
- A verseny előtt még 3 pilóta reménykedhetett a világbajnoki címben:
  - Fangio nyert volna, ha:
    - 2. helyen végez.
    - 3., 4. vagy ötödik, de Farina nem nyer.
    - Ha nem végez pontszerző helyen, de a leggyorsabb kört megfutja, Farina nem végezhet a 3. helyén előrébb, és a leggyorsabb kört sem futhatja meg.
    - Ha nem végez pontszerző helyen, és a leggyorsabb kört sem futja meg, Farina nem végezhet a 3. helynél előrébb, és sem Farina, sem Fagioli nem futhatja meg a leggyorsabb kört.

  - Farina nyert volna, ha:
    - Első, a leggyorsabb kört is megfutja, és Fangio nem végez a 3. helynél előrébb.
    - Harmadik vagy jobb, a leggyorsabb kör is az övé, és Fangio nem szerez pontot.

  - Fagioli nyert volna, ha:
    - Megfutja a leggyorsabb kört, Farina nem végez dobogós helyen, Fangio pedig nem szerez pontot.
- Philippe Etancelin az eddigi legidősebb pontszerző.
- Fangio 4. (R) pole-pozíciója
- Fangio 3. leggyorsabb köre
- Farina 3. győzelme (176,543 km/h)
- Alfa Romeo 6. (R) győzelme
- Alfa Romeo 6. (R) pol pozíció
- Alfa Romeo 6. (R) leggyorsabb kör